# NHK 플러스
NHK + 또는 NHK Plus (NHK 플러스 NHK Peulleoseu?)는 NHK 방송이 소유한 인터넷 TV 시청 서비스이다. NHK Plus 를 사용하면 사용자는 인터넷을 통해 스마트폰, 태블릿, PC 등의 기기에서 방송 TV 프로그램을 시청할 수 있다. 대부분의 경우 NHK Plus 의 모든 기능을 사용하려면 사용자는 등록을 해야 하고 특정 요금을 지불해야 한다.

## 같이 보기
- 일본방송협회
  - NHK 일반 TV
  - NHK 교육 텔레비전
- NHK 넷 라디오 라지루 ★ 라지루
- NHK 온디맨드
- 일텔레계 실시간 전달
- 텔레 아침계 실시간 배포
- TBS계 실시간 전송
- 텔레 동계 실시간 전송
- 후지TV계 실시간 전송
- TV 일본
- 엠캐스
- TVer
- radiko
- ABEMA
- R 채널